# Esther Phillips
Pour les articles homonymes, voir Phillips.
Esther Phillips, ou Little Esther, de son vrai nom Esther Mae Jones, née le 23 décembre 1935 à Galveston (Texas) et morte le 7 août 1984 à Torrance (Californie), est une chanteuse américaine de rhythm and blues, de musique soul et de jazz.
Elle a été élue meilleure chanteuse de rhythm and blues par les magazines Rolling Stone et Ebony et a reçu un prix de l'Académie française de jazz.

## Carrière
Esther Phillips fait ses débuts en 1949, sous le nom de « Little Esther », au sein de l'orchestre de Johnny Otis qui lui fera, par ailleurs, enregistrer le simple Double Crossing Blues avec les Robins qui sera n° 1 des ventes Rhythm and blues.
Elle obtient un nouveau succès avec Ring-A-Dig Doo en 1952, avec pour firme Savoy.
Alcoolique et héroïnomane alors qu'elle est encore adolescente, elle est contrainte d'interrompre sa carrière en 1954.
Elle enregistre à nouveau en 1965 et obtient deux nouveaux succès avec Release Me et And I Love Him, une reprise des Beatles, chez Atlantic. Sa prestation est très remarquée au festival de Newport en 1966. Sa voix éraillée, comparable à celle de Nina Simone, lui permet de déployer un large éventail d'émotions.
Après une nouvelle cure de désintoxication de 1966 à 1969, elle enregistre l'album Burnin' , puis reprend une chanson poignante de Gil Scott-Heron sur la drogue en 1972 : Home Is Where The Hatred Is.
L'album From a Whisper to a Scream est nommé aux Grammy Awards[Quand ?], mais c'est Aretha Franklin qui obtient la récompense. Celle-ci l'offre à Esther Phillips déclarant qu'elle la mérite plus qu'elle.
Son plus grand succès est une version disco de What a Diff'rence a Day Makes en 1975.
Elle chante à Paris, Salle Pleyel, le 8 novembre 1978. Sur la fin de sa carrière, elle se produit régulièrement dans les clubs de jazz.
Elle meurt à 48 ans d'une insuffisance rénale et hépatique, conséquences de ses excès passés.

## Discographie sélective
- Release Me !, Lenox, 1963 P.1962 Atlantic [dans coffret en 5 CD "100 tubes Soul", P./C.2008 WEA 5051865336525]
- And I Love Him, Atlantic, 1965
- Burnin', Atlantic, 1970
- From a Whisper to a Scream, Kudu, 1971
- Alone Again, Naturally, Kudu, 1972
- Black-Eyed Blues, Kudu, 1973
- Performance, Kudu, 1974
- For All We Know, Kudu, 1975
- What a Difference a Day Makes, Columbia, 1975
- Confessin' the Blues, Atlantic, 1975
- Capricorn Princess, Kudu, 1976
- You've Come a Long Way, Baby, Mercury, 1979
- A Good black Is Hard to Crack, Mercury, 1982
- Esther Phillips Anthology, Soul Brother, 2003
- Home Is Where the Hatred Is: The Kudu Years 1971-1977, Raven, 2004